# Aleksandr Sobolew (ur. 1890)
Aleksandr Aleksandrowicz Soboleew, ros. Александр Александрович Соболев (ur. 31 stycznia?/12 lutego 1890 w Moskwie, zm. ?) – rosyjski, a następnie radziecki wojskowy, emigracyjny publicysta, kolaborant podczas II wojny światowej.

## Życiorys
W 1906 ukończył korpus kadetów w Moskwie, zaś w 1910 korpus morski. Służył w stopniu miczmana na różnych okrętach wojennych Floty Bałtyckiej. W 1914 r. ukończył artyleryjską klasę oficerską, po czym służył jako artylerzysta, a następnie starszy artylerzysta na pancerniku „Impierator Pawieł I”. Doszedł do stopnia porucznika. Po rewolucji bolszewickiej 1917 kontynuował służbę na pancerniku, przemianowanym na „Riespulbika”. Pod koniec stycznia 1918 r. został zwolniony do rezerwy. Pod koniec września tego roku ochotniczo wstąpił do wojska bolszewickiego. Objął funkcję zastępcy naczelnika oddziału morskiego sztabu generalnego. Od lipca pełnił obowiązki flagarta sztabu głównodowodzącego siłami morskimi Rosji Sowieckiej. Od września 1919 r. stał na czele oddziału operacyjnego Flotylli Wołżańsko-Kaspijskiej. W lutym 1920 r. objął funkcję starszego flagsekretarza sztabu głównodowodzącego siłami morskimi Rosji Sowieckiej. Od marca tego roku był zastępcą naczelnika oddziału morskiego ds. operacyjnych Frontu Południowo-Zachodniego. W sierpniu został naczelnikiem oddziału operacyjnego sztabu sił morskich Morza Czarnego i Azowskiego. Od listopada pełnił obowiązki dowódcy sił morskich Morza Kaspijskiego. Od stycznia 1920 był szefem sztabu sił morskich Morza Kaspijskiego. W styczniu 1923 r. został współpracownikiem morskiej komisji historycznej. Od czerwca tego roku pełnił funkcję sekretarza naukowego i redaktora ds. historii wojen światowej i domowej w zarządzie operacyjnym sztabu Armii Czerwonej. Jednocześnie wykładał na katedrze Floty Czerwonej w Wojnie Domowej w wojskowej morskiej szkole politycznej im. S.G. Roszala. W styczniu 1925 został wojskowym attaché morskim w ambasadzie ZSRR w Turcji. Od stycznia 1928 r. pełnił tę samą funkcję w Szwecji, zaś od lutego 1930 r. jednocześnie w Finlandii. Wobec wyznaczenia go do pracy w narkomacie spraw zagranicznych ZSRR w Moskwie odmówił powrotu do kraju w kwietniu tego roku, zostając w Sztokholmie. Od 1931 r. przebywał na emigracji w Belgii, a następnie we Francji. Był członkiem redakcji pisma „Czasowoj”, pisząc do niego artykuły. Po ataku wojsk niemieckich na ZSRR 22 czerwca 1941 r., podjął kolaborację z Niemcami. Opracowywał prace dotyczące psychologii ludności Związku Radzieckiego. Dalsze jego losy są nieznane.